# Mercedes-Benz OM668
La sigla OM668 identifica un motore Diesel prodotto dal 1998 al 2005 dalla Casa tedesca Mercedes-Benz.

## Profilo e caratteristiche
Il motore OM668 è un motore specificamente progettato per equipaggiare la Classe A, una vettura dotata di un particolare tipo di pianale, detto "a sandwich", in cui è ricavato uno spazio tra il pianale stesso ed il pavimento dell'abitacolo, spazio in cui il motore ed il cambio scivolano in caso di urto frontale. Tale innovazione, piuttosto costosa, ha richiesto quindi un motore specifico per essere efficace a tutti gli effetti. Per prima è arrivata una famiglia di motori a benzina, la M166, dalla quale è stato ricavato subito dopo il motore OM668, un propulsore che condivide svariate caratteristiche con i motori M166, a partire dai materiali utilizzati, per finire con la particolare inclinazione di 59° in avanti del motore, appositamente studiata perché il motore stesso si trovi già parzialmente "guidato" verso l'imboccatura della cavità tra pianale e pavimento ed in modo che il motore possa in caso di necessità infilarsi in tale spazio senza problemi né inceppamenti.

Tra le differenze spicca il fatto che il motore OM668 sia un bialbero anziché un monoalbero come i motori M166. Inoltre il motore OM668 è sovralimentato e corredato di intercooler.

Queste sono le caratteristiche generali del motore OM668:
- architettura a 4 cilindri in linea;
- inclinazione di 59° in avanti;
- monoblocco e testata in lega di alluminio;
- canne cilindri in lega di alluminio e silicio;
- alesaggio e corsa: 80x84 mm;
- cilindrata: 1689 cm³;
- distribuzione a due assi a camme in testa;
- testata a quattro valvole per cilindro;
- comando distribuzione a catena;
- alimentazione ad iniezione elettronica con tecnologia common rail;
- albero a gomiti su 5 supporti di banco.

Il motore OM668 è stato prodotto in più varianti, per la precisione quattro, che hanno trovato applicazione sui modelli a gasolio della Classe A W168 e del monovolume Vaneo, nato anch'esso sul pianale a sandwich della Classe A.

Nel 2004 il motore OM668 ha cominciato a cedere il passo al 2 litri turbodiesel OM640, che l'anno seguente lo avrebbe sostituito del tutto.

La seguente tabella mostra le caratteristiche delle quattro varianti del motore OM668:
| Sigla interna | Rapporto di compressione | potenza max (CV/rpm) | Coppia max (Nm/rpm) | Applicazioni                | Anni di produzione |
| ------------- | ------------------------ | -------------------- | ------------------- | --------------------------- | ------------------ |
| 668.941       | 19.5                     | 60/3600              | 160/ 1500-2400      | Mercedes-Benz A160 CDI W168 | 1998-01            |
| 668.940       | 19.5                     | 90/4200              | 180/ 1600-3200      | Mercedes-Benz A170 CDI W168 | 1998-01            |
| 668.940       | 19.5                     | 90/4200              | 180/ 1600-3200      | Mercedes-Benz Vaneo 1.7 CDI | 2001-05            |
| 668.940       | 19                       | 75/3600              | 160/ 1500-2800      | Mercedes-Benz A160 CDI W168 | 2001-04            |
| 668.940       | 19                       | 75/3600              | 160/ 1500-2800      | Mercedes-Benz Vaneo 1.7 CDI | 2001-05            |
| 668.942       | 19                       | 95/4200              | 180/ 1600-3600      | Mercedes-Benz A170 CDI W168 | 2001-04            |